# Баума, Айтзе
Айтзе Баума (нидерл. Aitze Bouma; родился 24 октября 1955 года, Донкербрук) —  нидерландский футболист, игравший на позиции нападающего, выступал за команды «Аякс», «Бом» и АДО Ден Хааг.

## Биография
Айтзе Баума родился 24 октября 1955 года в деревне Донкербрук, входящей в муниципалитет Остстеллингверф, провинция Фрисландия. Профессиональную карьеру футболиста он начал в амстердамском «Аяксе», в составе которого дебютировал 1 мая 1977 года в матче с клубом «Амстердам», в котором его команда победила со счётом 2:3. В своём дебютном сезоне Айтзе принял участие лишь в двух встречах чемпионата, в обоих выходя на замену.
Свой первый гол за «Аякс» Баума забил 29 октября 1977 года в матче чемпионата против клуба ВВВ, сделав счёт 5:0 в пользу амстердамцев. 1 марта 1978 года он дебютировал в Кубке европейских чемпионов, выйдя на замену в игре с итальянским «Ювентусом».
За весь сезон Баума провёл 12 официальных матчей — 8 в чемпионате, 3 в Кубке Нидерландов и 1 в Кубке европейских чемпионов. Так и не сумев проявить себя в составе «Аякса», летом 1978 года Айтзе покинул команду и перешёл в бельгийский клуб «Бом», который выступал во втором дивизионе Бельгии. Два года спустя Баума вернулся в Нидерланды, став игроком клуба АДО Ден Хааг. Сумма трансфера составила 175 тысяч гюльденов.
В новом клубе 24-летний нападающий дебютировал в товарищеском матче с командой «Вестлэндс XI» и сразу отметился забитым голом. Первый матч за АДО в чемпионате провёл 23 августа 1980 года против ПСВ, в котором его команда потерпела крупное поражение со счётом 3:0. За два сезона выступлений Баума забил лишь два гола в 37 играх чемпионата. Летом 1982 года он покинул команду.
На данный момент живёт с супругой в Португалии в районе Арку-де-Баулье, занимается гостиничным и туристическим бизнесом. Его тесть, Нико Энгеландер, выступал за клуб «Блау-Вит».